# The Left’s Jewish Problem
«Еврейская проблема левых: Джереми Корбин, Израиль и антисемитизм» (англ. The Left’s Jewish Problem: Jeremy Corbyn, Israel and Anti-Semitism) — книга Дэйва Рича, опубликованная в 2016 году. В книге утверждается, что новый антисемитизм «маскируется под антисионизм» в левом политическом дискурсе.

## Описание
Рич начал работу над книгой как над докторской диссертацией в Лондонском университете Бирбек, исследование финансировалось его работодателем, организацией Community Security Trust.
Работа прослеживает истоки современного левого антисемитизма и антиизраильской риторики, включая её присутствие в Лейбористской партии Великобритании, начиная с начала 1970-х годов. Рич ссылается на таких деятелей, как Питер Хейн и Луис Икс из Young Liberals, которые описывали сионизм как колониалистский и империалистский проект по навязыванию палестинскому народу израильского «апартеида». Автор утверждает, что антисионизм со временем трансформировался в форму антисемитизма, замаскированного под политическую критику.

## Рецензии
Книга получила смешанные отзывы. Филип Спенсер, профессор исследований Холокоста и геноцида в Университете Кингстона, в рецензии для Britain Israel Communications and Research Centre обвинял левых в «переворачивании реальности» и в том, что «евреи, жертвы самого смертоносного расизма, теперь объявлялись настоящими расистами, что является переворачиванием Холокоста». Ник Коэн назвал книгу «авторитетной историей левого антисемитизма», отметив при этом: «Если у Рича и есть недостаток, то он в том, что как рациональный историк он не может спекулировать о психологической привлекательности левого антисемитизма». Лесли Вагнер охарактеризовал книгу как «важную работу, которую должен прочитать каждый, кто стремится понять одержимость «Новых левых» антисионизмом и её неспособность распознать, а тем более справиться с собственным антисемитизмом». Бенджамин Рамм написал, что «…как руководство по современной болезни, подрывающей целостность левых, книга Рича является обязательным чтением».
Адам Сатклифф, рецензируя книгу в журнале Patterns of Prejudice, заявил, что критика Ричем организации Jewish Voice for Labour не даёт «беспристрастного рассмотрения взглядов этих евреев и их сторонников». Он также отметил, что автор не сумел «поместить эти вопросы в сравнительный контекст. Это отражает более широкую непропорциональность в текущих дебатах о предвзятости в британской политике», а также делает ряд преувеличений.